# Oscar Valicelli
Oscar Valicelli (1º luglio 1915 – Buenos Aires, 11 ottobre 1999) è stato un attore argentino che fu sposato, fino alla morte di lei, con l'attrice argentina Olinda Bozán (1894–1977).

## Filmografia
- Mandinga en la sierra, regia di Isidoro Navarro (1939)
- Murió el sargento Laprida, regia di Tito Davison (1939)
- Alas de mi patria, regia di Carlos F. Borcosque (1939)
- Malambo, regia di Alberto De Zavalia (1942)
- Su hermana menor, regia di Enrique Cahen Salaberry (1943)
- Éramos seis, regia di Carlos F. Borcosque (1945)
- Llegó la niña Ramona, regia di Catrano Catrani (1945)
- El que recibe las bofetadas, regia di Boris H. Hardy (1947)
- Maridos modernos, regia di Luis Bayón Herrera (1948)
- Vidalita (1948)
- Carne, regia di Armando Bó (1968)